# Sportler des Jahres 1950 (Deutschland)
Die besten deutschen Sportler des Jahres wurden 1950 zum vierten Mal ausgezeichnet. Organisiert wurde die Wahl wie in den Vorjahren von der Internationalen Sport-Korrespondenz (ISK). An der Wahl nahmen 360 Journalisten teil, 156 mehr wie 1949. Jeder konnte 15 Stimmen abgeben: fünf für den besten Sportler, vier für den zweitbesten, drei für den drittbesten, zwei für den viertbesten und einen für den fünftbesten.
Es gewann mit sehr großem Vorsprung der Schwimmer Herbert Klein. Eine getrennte Wertung von Sportlerinnen und Sportlern gab es nicht. Beste Sportlerin und einzige Frau unter den ersten Zehn war die Eiskunstläuferin Ria Baran als Teil des Eislaufduos Baran/Falk.

## Rangliste
|     | Sportler/Sportlerin | Sportart        | Punkte | Erfolge 1950                                                |
| --- | ------------------- | --------------- | ------ | ----------------------------------------------------------- |
| 1.  | Herbert Klein       | Schwimmen       | 1511   | Europameister 200 Meter Brust                               |
| 2.  | Herbert Schade      | Leichtathletik  | 570    | Deutscher Meister 5000-Meter-Lauf                           |
| 3.  | Josef Hipp          | Leichtathletik  | 380    | Deutscher Meister Diskuswurf, Fünf- und Zehnkampf           |
| 4.  | Ria Baran/Paul Falk | Eiskunstlauf    | 339    | Deutsche Meister Paarlauf                                   |
| 5.  | Sepp Weiler         | Skispringen     | 298    | Sieger Oberstdorfer Skiflugwoche                            |
| 6.  | Heiner Fleischmann  | Motorradsport   | 207    | Deutscher Meister 350 cm³                                   |
| 7.  | Gottfried von Cramm | Tennis          | 150    |                                                             |
| 8.  | Erich Bautz         | Straßenradsport | 132    | Deutscher Meister Straßenrennen                             |
| 9.  | Heinz Neuhaus       | Boxen           | 121    |                                                             |
| 10. | Adalbert Dickhut    | Turnen          | 120    |                                                             |
| 11. | Hubert Huppertz     | Leichtathletik  | 118    | Deutscher Meister 400-Meter-Lauf u. 4-mal-400-Meter-Staffel |
| 12. | Georg Meier         | Motorradsport   | 115    | Deutscher Meister 500 cm³                                   |

## Quelle
- Der erfolgreichste Sportler 1950, Mitteilung 205 der ISK vom 17. Dezember 1950.